# Big Dumb Face
Big Dumb Face (Биг Дам Фэйс) — группа, основанная Вэсом и Скоттом Борландом. Выпустили такие песни, как Duke Lion, Kali is the Sweethog, Blood Red Head on Fire, и песню попавшую в Топ 40 современного рока — Rebel.

## История
Big Dumb Face был сторонний проект гитариста группы Limp Bizkit — Уэса Борланда. В 2000 году, когда Уэс Борланд записывался с Limp Bizkit для их предстоящего альбома, Chocolate Starfish and the Hot Dog Flavored Water, некоторые идеи для гитарных партий не были использованы в альбоме. Вместо того, чтобы отложить их в долгий ящик, Борланд использовал некоторые из этих идей, а также многие другие, чтобы создать комедийный сторонний проект, Big Dumb Face. Альбом был готов и Big Dumb Face дали короткий тур в США, чтобы продвинуть его. Альбом был, в основном, сольным проектом Уэса Борланда, с его братом Скотом и другом Кайлом Виксом, который пел и играл короткие партии на клавишных.
Уэс Борланд остался в проекте на стороне, когда он покинул Limp Bizkit в 2001, чтобы начать работать в стиле прогрессивного метала в группе Eat the Day с гастролирующими участниками группы Big Dumb Face, но когда Eat the Day провалился, Борланд вернулся в Limp Bizkit в конце 2004. Борланд записал новую песню «Darkness Becomes» для Big Dumb Face в стиле дэт-метал/трэш-метал, которая была доступна на сайте Уэса Борланда, но не была доступна сайте Big Dumb Face, и другую песню, «The Goat is Dead», которая была размещена на MySpace странице группы примерно в 2009. Ни одна песня не включала в себя гастролирующих участников группы.
Первичный стиль Big Dumb Face юмористичен и разнообразен. Треки альбома включают в себя от дэт-метала/трэш-метала (Burgalveist, Blood Red Head on Fire) до неопределенных (It’s Right in Here, Kali Is the Sweethog), до спид-кантри (Duke Lion) . Альбом имеет много музыкальных идей, загруженных в каждую песню, с клавишных, драм-машины, живых барабанов, гитар, проходящих через синтезаторы, бас-гитар и трип-хопа, заброшенного в песни.
Борланд работал над альбомом в конце 2000, выпустил в начале 2001 и дал тур в поддержку BDF с начала до середины 2001.

## Стиль и влияния
Музыкальный стиль группы Big Dumb Face находился под влиянием Ween и Mr. Bungle. Уэс Борланд заявил, что музыка группы «действительно глупая, идиотская и странная» […] «ничего, кроме тупости» […] «все эти песни просто отсталые».

## Члены группы
Уэс Борланд (язык Коликаба) — гитара, вокал
Борланд основал группу с своим братом Скоттом и его лучшим другом Кайлом Виксом. На записи Борланд играл всё подряд, с помощью Скотта и Кайла на вокале и драм-машине.
Скотт Борланд (Мессия Профилактики) — гитара
Скотт — младший брат Борланда. Кайл вместе с Уэсом был в Goatslayer до того, как они сформировали Big Dumb Face. Скотт также играл во многих песнях Limp Bizkit и недолгое время был участником ранней группы, играя на клавишных. Позже он присоединился к прогрессивной металл-группе Борланда Eat the Day.
Кайл Викс (Гадкий дядя Туртурро) — вокал
Кайл Викс давний друг братьев Борланд и был третьим членом группы Goatslayer. Вначале он присоединился к Eat the Day, но практически сразу же ушёл, узнав о беременности жены.
Грэг Изабелль (Бессловесное Визжание) — барабаны
Вышеперечисленные участники группы пошли в старшую школу с Грэгом, так ему удалось стать частью Big Dumb Face. Позже он присоединился к братьям Борланд с их группой Eat the Day.
Крис Гиббс (Зловещий Фанианс стейк на палочке) — бас
Крис Гиббс ещё один друг Скотта и Грэга и был гастролирующим басистом для Big Dumb Face. Он один член группы гастрольного состава группы, который не делал вклад в «Duke Lion Fights the Terror!!», так как он был в туре только для живого звучания бас-гитары.

## Дискография
- Duke Lion Fights the Terror!!